# Android One
Android One – seria smartfonów z systemem Android, promowanych przez Google. W porównaniu z wieloma urządzeniami innych firm, które działają pod kontrolą Androida z dostosowanym przez producenta interfejsem użytkownika i preinstalowanymi aplikacjami, urządzenia te korzystają z niemal niezmienionej wersji systemu, z ograniczonymi modyfikacjami, koncentrując się na usługach Google (choć mogą zawierać dodatkowe usprawnienia oprogramowania, np. do obsługi aparatów). Smartfony z Android One otrzymują aktualizacje systemu operacyjnego przez dwa lata oraz aktualizacje zabezpieczeń przez trzy lata.
Produkcję serii Android One rozpoczęto w 2014 roku, początkowo z myślą o budżetowych urządzeniach przeznaczonych na rynki wschodzące, m.in. rynek indyjski. Celem programu było zwiększenie dostępności najnowszych wersji Androida na tych urządzeniach. W kolejnych latach projekt Android One zyskał szerszy zasięg geograficzny i wprowadzono wersje globalne. W grudniu 2018 roku dostępnych było już ponad 100 modeli smartfonów z systemem Android One.
Android One uznawany jest za następcę programów Google Play Edition oraz Nexus, które również obejmowały urządzenia innych producentów, opracowane lub zatwierdzone przez Google. Google Pixel zastąpił Nexusa jako flagowa marka smartfonów z Androidem produkowanych przez Google – mimo że działa na standardowym interfejsie Androida, zawiera ekskluzywne funkcje oprogramowania, niedostępne w oficjalnym kodzie źródłowym Androida ani na urządzeniach innych producentów.

## Historia
Twórcą Androida One jest Sundar Pichai, były szef ds. produktów, a obecnie dyrektor generalny Google. Przed premierą Android One czas oczekiwania na najnowsze aktualizacje systemu operacyjnego na urządzeniach innych producentów niż Google wynosił około roku. Projekt był skierowany głównie na rynki rozwijające się, przede wszystkim do Indii, i zakładał produkcję urządzeń z niższej półki cenowej. Pichai zapowiedział, że początkowy zestaw urządzeń będzie oparty na wspólnej platformie referencyjnej, lecz w przyszłości gama urządzeń miała się rozszerzać.
Google zapewniało aktualizacje systemu i zabezpieczeń dla pierwszej serii urządzeń z Android One, które były wyposażone w czterordzeniowy procesor mobilny MT6582 firmy MediaTek – SoC.
W 2014 roku smartfony z systemem Android One zostały początkowo wprowadzone na rynkach: Indii, Pakistanu, Bangladeszu, Nepalu, Indonezji, Filipin, Sri Lanki, Mjanmy oraz innych krajach Azji Południowej. Pierwsze smartfony wyprodukowano we wrześniu 2014 roku przez indyjskie firmy Micromax, Spice i Karbonn.
Druga generacja smartfonów z Androidem One została wydana w lutym 2015 roku przez indonezyjskie marki Mito (Impact), Evercoss (One X) oraz Nexian (Journey) i były to pierwsze urządzenia z preinstalowanym systemem Android 5.0 Lollipop. Inni producenci, tacy jak QMobile, również dołączyli do programu – 6 lipca 2015 roku w Pakistanie zadebiutował model QMobile A1.
Android One pojawił się w Nigerii w sierpniu 2015 roku wraz z modelem Infinix Hot 2 X510 (w wersjach z 1 i 2 GB RAM), stając się pierwszym urządzeniem z tej serii dostępnym w Afryce. Model ten był również eksportowany do innych krajów afrykańskich, takich jak Egipt, Ghana, Wybrzeże Kości Słoniowej, Maroko, Kenia, Kamerun, Uganda, a także do Zjednoczonych Emiratów Arabskich, Pakistanu i Indonezji (tylko wersja z 2 GB RAM).
W 2016 roku SoftBank ogłosił wprowadzenie Androida One do Japonii. Pierwszym telefonem w tym kraju był model Sharp 507SH, który trafił do sprzedaży pod koniec lipca 2016 roku.
W dniu 5 września 2017 roku Xiaomi ogłosiło smartfon Xiaomi Mi A1 jako pierwsze urządzenie z systemem Android One przeznaczone na rynek globalny – wprowadzono go do sprzedaży w ponad 36 krajach. W tym samym miesiącu Motorola zaprezentowała model Moto X4, który stał się pierwszym urządzeniem z Android One dostępnym w Stanach Zjednoczonych.

## Cechy
Urządzenia działające w ramach programu Android One charakteryzują się m.in.:
- co najmniej dwuletnim wsparciem w postaci aktualizacji systemu operacyjnego[13],
- minimalną liczbą lub całkowitym brakiem preinstalowanych aplikacji od producentów (bloatware)[14],
- regularnymi aktualizacjami poprawek bezpieczeństwa przez minimum trzy lata[15],
- standardowym interfejsem użytkownika systemu Android, bez modyfikacji producenta[16].

## Lista smartfonów według roku ogłoszenia lub premiery
2022
| Producent Model | Kraj              | System on chip             | Data premiery (miesiąc, rok) | Rozmiar ekranu. Stosunek ekranu do obudowy | Szczegóły |
| --------------- | ----------------- | -------------------------- | ---------------------------- | ------------------------------------------ | --- |
| Nokia X30       | Premiera światowa | Qualcomm Snapdragon 695 5G | 09.2022                      | 6,43" ~85,0%                               | 158,90 × 73,90 × 8,00 mm, 185,00 g, AMOLED 16,7M kolorów, 90 Hz 1080 × 2400 px (6,43") 401 ppi, Li-Ion 4200 mAh, 128/256 GB, 6/8 GB RAM, nanoSIM, 50 Mpx + 13 Mpx tył, 16 Mpx przód.        |
| Nokia G11 Plus  | Premiera światowa | Unisoc T606                | 07.2022                      | 6,52" ~82,1%                               | 164,80 × 75,90 × 8,55 mm, 192,00 g, IPS TFT 16,7M kolorów, 90 Hz 720 × 1600 px (6,52") 270 ppi, Li-Ion 5000 mAh, 32/64 GB, 3/4 GB RAM, nanoSIM, 50 Mpx + 2 Mpx tył, 8 Mpx przód.            |
| Nokia G11       | Premiera światowa | Unisoc T606                | 03.2022                      | 6,5" ~81,6%                                | 164,60 × 75,90 × 8,50 mm, 189,00 g, IPS TFT 16,7M kolorów, 90 Hz 720 × 1600 px (6,50") 270 ppi, Li-Ion 5050 mAh, 32 GB, 3 GB RAM, nanoSIM, 13 Mpx + 2 Mpx + 2 Mpx tył, 8 Mpx przód.         |
| Nokia G21       | Premiera światowa | Unisoc T606                | 02.2022                      | 6,5" ~81,6%                                | 164,60 × 75,90 × 8,50 mm, 190,00 g, IPS TFT 16,7M kolorów, 90 Hz 720 × 1600 px (6,50") 270 ppi, Li-Ion 5050 mAh, 64/128 GB, 4 GB RAM, nanoSIM, 50 Mpx + 2 Mpx + 2 Mpx tył, 8 Mpx przód.     |
| Nokia G60 5G    | Premiera światowa | Qualcomm Snapdragon 695 5G | 09.2023                      | 6,58" ~82,8%                               | 165,99 × 75,93 × 8,61 mm, 190,00 g, IPS TFT 16,7M kolorów, 120 Hz 1080 × 2408 px (6,58") 401 ppi, Li-Ion 4500 mAh, 64/128 GB, 4/6 GB RAM, nanoSIM, 50 Mpx + 5 Mpx + 2 Mpx tył, 8 Mpx przód. |

2021
| Producent Model | Kraj              | System on chip             | Data premiery (miesiąc, rok) | Rozmiar ekranu. Stosunek ekranu do obudowy | Szczegóły |
| --------------- | ----------------- | -------------------------- | ---------------------------- | ------------------------------------------ | --- |
| Nokia G50 5G    | Premiera światowa | Qualcomm Snapdragon 480 5G | 10.2021                      | 6,82" ~84,5%                               | 173,83 × 77,68 × 8,85 mm, 220,00 g, IPS TFT 16,7M kolorów 720 × 1640 px (6,82") 263 ppi, Li-Ion 5000 mAh, 64/128 GB, 4/6 GB RAM, nanoSIM, DualSIM, 48 Mpx + 5 Mpx + 2 Mpx tył, 8 Mpx przód.             |
| Nokia XR20      | Premiera światowa | Qualcomm Snapdragon 480 5G | 08.2021                      | 6,67" ~76,8%                               | 171,64 × 81,50 × 10,64 mm, 248,00 g, IPS TFT 16,7M kolorów, 60 Hz 1080 × 2400 px (6,67") 395 ppi, Li-Ion 4630 mAh, 64/128 GB, 4/6 GB RAM, nanoSIM, 48 Mpx + 13 Mpx tył, 8 Mpx przód.                    |
| Nokia X10       | Premiera światowa | Qualcomm Snapdragon 480 5G | 06.2021                      | 6,67" ~79,8%                               | 168,94 × 79,70 × 9,10 mm, 220,00 g, IPS TFT 16,7M kolorów, 60 Hz 1080 × 2400 px (6,67") 395 ppi, Li-Ion 4470 mAh, 64/128 GB, 4/6 GB RAM, nanoSIM, 48 Mpx + 5 Mpx + 2 Mpx + 2 Mpx tył, 8 Mpx przód.      |
| Nokia G20       | Premiera światowa | Mediatek Helio G35         | 05.2021                      | 6,52" ~81,9%                               | 164,90 × 76,00 × 9,20 mm, 197,00 g, IPS TFT 16,7M kolorów, 60 Hz 720 × 1600 px (6,52") 318 ppi, Li-Ion 5050 mAh, 64/128 GB, 4 GB RAM, nanoSIM, 48 Mpx + 5 Mpx + 2 Mpx + 2 Mpx tył, 8 Mpx przód.         |
| Nokia X20       | Premiera światowa | Qualcomm Snapdragon 480 5G | 05.2021                      | 6,67" ~79,8%                               | 168,94 × 79,70 × 9,10 mm, 220,00 g, IPS TFT 16,7M kolorów, 60 Hz 1080 × 2400 px (6,67") 395 ppi, Li-Ion 4470 mAh, 128 GB, 6 GB RAM, nanoSIM, DualSIM, 64 Mpx + 5 Mpx + 2 Mpx + 2 Mpx tył, 32 Mpx przód. |
| Nokia G10       | Premiera światowa | Mediatek Helio G25         | 04.2021                      | 6,52" ~81,9%                               | 164,90 × 76,00 × 9,20 mm, 194,00 g, IPS TFT 16,7M kolorów, 60 Hz 720 × 1600 px (6,52") 318 ppi, Li-Ion 5050 mAh, 32/64 GB, 3/4 GB RAM, nanoSIM, 13 Mpx + 2 Mpx + 2 Mpx tył, 8 Mpx przód.                |

2020
| Producent Model | Kraj               | System on chip           | Data premiery (miesiąc, rok) | Rozmiar ekranu. Stosunek ekranu do obudowy | Szczegóły |
| --------------- | ------------------ | ------------------------ | ---------------------------- | ------------------------------------------ | --- |
| Nokia 5.4       | Premiera światowa  | Qualcomm Snapdragon 662  | 12.2020                      | 6,39" ~81,9%                               | 160,97 × 75,99 × 8,70 mm, 180,00 g, IPS TFT 16,7M kolorów, 60 Hz 720 × 1560 px (6,39") 269 ppi, Li-Ion 4000 mAh, 64/128 GB, 4/6 GB RAM, nanoSIM, DualSIM, 48 Mpx + 5 Mpx + 2 Mpx + 2 Mpx tył, 16 Mpx przód. |
| Nokia 3.4       | Premiera światowa  | Qualcomm Snapdragon 460  | 10.2020                      | 6,39" ~81,9%                               | 160,97 × 75,99 × 8,70 mm, 180,00 g, IPS TFT 16,7M kolorów, 60 Hz 720 × 1560 px (6,39") 269 ppi, Li-Ion 4000 mAh, 32/64 GB, 3/4 GB RAM, nanoSIM, DualSIM, 13 Mpx + 5 Mpx + 2 Mpx tył, 8 Mpx przód.           |
| Nokia 2.4       | Premiera światowa  | Mediatek Helio P22       | 09.2020                      | 6,5" ~80,6%                                | 165,85 × 76,30 × 8,69 mm, 195,00 g, IPS TFT 16,7M kolorów, 60 Hz 720 × 1600 px (6,50") 270 ppi, Li-Ion 4500 mAh, 32/64 GB, 2/3 GB RAM, nanoSIM, DualSIM, 8 Mpx + 2 Mpx tył, 5 Mpx przód.                    |
| Nokia 8.3 5G    | Premiera światowa  | Qualcomm Snapdragon 765G | 09.2020                      | 6,81" ~82,9%                               | 171,90 × 78,56 × 8,99 mm, 220,00 g, IPS TFT 16,7M kolorów 1080 × 2400 px (6,81") 386 ppi, Li-Ion 4500 mAh, 64/128 GB, 6/8 GB RAM, nanoSIM, 64 Mpx + 12 Mpx + 2 Mpx + 2 Mpx tył, 24 Mpx przód.               |
| Moto G Pro      | Premiera w Europie | Qualcomm Snapdragon 665  | 06.2020                      | 6,4" ~83,7%                                | 158,55 × 75,80 × 9,20 mm, 192,00 g, IPS TFT 16,7M kolorów 1080 × 2300 px (6,40") 397 ppi, Li-Ion 4000 mAh, 128 GB, 4 GB RAM, nanoSIM, DualSIM, 48 Mpx + 16 Mpx + 2 Mpx tył, 16 Mpx przód.                   |
| Nokia 5.3       | Premiera światowa  | Qualcomm Snapdragon 665  | 04.2020                      | 6,65" ~82,3%                               | 164,30 × 76,60 × 8,50 mm, 185,00 g, IPS TFT 16,7M kolorów 720 × 1600 px (6,55") 268 ppi, Li-Ion 4000 mAh, 64 GB, 3/4/6 GB RAM, nanoSIM, 13 Mpx + 2 Mpx + 5 Mpx + 2 Mpx tył, 8 Mpx przód.                    |

2019
| Producent Model     | Kraj              | System on chip          | Data premiery (miesiąc, rok) | Rozmiar ekranu. Stosunek ekranu do obudowy | Szczegóły |
| ------------------- | ----------------- | ----------------------- | ---------------------------- | ------------------------------------------ | --- |
| Nokia 2.3           | Premiera światowa | MediaTek Helio A22      | 12.2019                      | 6,2" ~80,7%                                | 157,69 × 75,41 × 8,68 mm, 183,00 g, IPS TFT 16,7M kolorów 720 × 1520 px (6,20") 271 ppi, Li-Ion 4000 mAh, 32 GB, 2/3 GB RAM, nanoSIM, DualSIM, 13 Mpx + 2 Mpx tył, 5 Mpx przód.                 |
| Nokia 6.2           | Premiera światowa | Qualcomm Snapdragon 636 | 10.2019                      | 6,3" ~82,5%                                | 159,88 × 75,11 × 8,25 mm, 180,00 g, IPS TFT 16,7M kolorów 1080 × 2340 px (6,30") 409 ppi, Li-Ion 3500 mAh, 32/64/128 GB, 3/4 GB RAM, nanoSIM, DualSIM, 16 Mpx + 8 Mpx + 5 Mpx tył, 8 Mpx przód. |
| Nokia 7.2           | Premiera światowa | Qualcomm Snapdragon 660 | 09.2019                      | 6,3" ~82,5%                                | 159,88 × 75,11 × 8,25 mm, 180,00 g, IPS TFT 16,7M kolorów 1080 × 2340 px (6,30") 409 ppi, Li-Ion 3500 mAh, 64/128 GB, 4/6 GB RAM, nanoSIM, DualSIM, 48 Mpx + 8 Mpx + 5 Mpx tył, 20 Mpx przód.   |
| Motorola One Action | Premiera światowa | Exynos 9609             | 08.2019                      | 6,3" ~82,5%                                | 160,10 × 71,20 × 9,20 mm, 181,00 g, IPS TFT 16,7M kolorów 1080 × 2520 px (6,30") 435 ppi, Li-Ion 3500 mAh, 128 GB, 4 GB RAM, nanoSIM, 12 Mpx + 16 Mpx + 5 Mpx tył, 12 Mpx przód.                |
| Xiaomi Mi A3        | Premiera światowa | Qualcomm Snapdragon 665 | 07.2019                      | 6,08" ~80,3%                               | 153,48 × 71,85 × 8,48 mm, 173,80 g, AMOLED 16,7M kolorów 720 × 1560 px (6,09") 282 ppi, Li-Po 4030 mAh, 64/128 GB, 4/6 GB RAM, nanoSIM, DualSIM, 48 Mpx + 8 Mpx + 5 Mpx tył, 32 Mpx przód.      |
| Nokia 3.2           | Premiera światowa | Qualcomm Snapdragon 429 | 06.2019                      | 6,26" ~80,5%                               | 159,44 × 76,24 × 8,60 mm, 181,00 g, TFT 16,7M kolorów 720 × 1520 px (6,26") 269 ppi, Li-Ion 4000 mAh, 16/32 GB, 2/3 GB RAM, nanoSIM, DualSIM, 13 Mpx tył, 5 Mpx przód.                          |
| Nokia 2.2           | Premiera światowa | MediaTek Helio A22      | 06.2019                      | 5,71" ~79,0%                               | 145,96 × 70,56 × 8,60 mm, 153,00 g, IPS TFT 16,7M kolorów 720 × 1520 px (5,71") 295 ppi, Li-Ion 3000 mAh, 16/32 GB, 2/3 GB RAM, nanoSIM, DualSIM, 13 Mpx tył, 5 Mpx przód.                      |
| Nokia 4.2           | Premiera światowa | Qualcomm Snapdragon 439 | 05.2019                      | 5,71" ~76,6%                               | 148,95 × 71,30 × 8,39 mm, 161,00 g, TFT 16,7M kolorów 720 × 1520 px (5,71") 295 ppi, Li-Ion 3000 mAh, 16/32 GB, 2/3 GB RAM, nanoSIM, DualSIM, 13 Mpx tył, 2 Mpx przód.                          |
| Nokia X71           | Premiera światowa | Qualcomm Snapdragon 660 | 04.2019                      | 6,39″ ~83,9%                               | 157,19 × 76,45 × 7,98 mm, 180,00 g, IPS TFT 16,7M kolorów 1080 × 2310 px (6,39") 399 ppi, Li-Ion 3500 mAh, 128 GB, 6 GB RAM, nanoSIM, 48 Mpx + 8 Mpx + 5 Mpx tył, 16 Mpx przód.                 |
| Nokia 9 PureView    | Premiera światowa | Qualcomm Snapdragon 845 | 02.2019                      | 5,99" ~79,7%                               | 155,00 × 75,00 × 8,00 mm, Midnight Blue, P-OLED 16,7M kolorów 1440 × 2880 px (5,99") 538 ppi, Li-Ion 3320 mAh, 128 GB, 6 GB RAM, nanoSIM, DualSIM, 5 × 12 Mpx tył, 20 Mpx przód.                |

2018
| Producent Model         | Kraj              | System on chip            | Data premiery (miesiąc, rok) | Rozmiar ekranu. Stosunek ekranu do obudowy | Szczegóły |
| ----------------------- | ----------------- | ------------------------- | ---------------------------- | ------------------------------------------ | --- |
| Nokia 8.1               | Premiera światowa | Snapdragon 710            | 12.2018                      | 6,18" 95,3 cm2 ~81,2%                      | IPS, ~408 ppi, 19:9 . 4/6 GB RAM. 64/128 GB pamięci. 13+12 MP tylny, 12 MP przedni. Optyczna stabilizacja obrazu (OIS). Czytnik linii papilarnych. NFC. 3500 MAh.               |
| Motorola One Power      | Premiera światowa | Snapdragon 636            | 10.2018                      | 6,2" 96,4 cm2 ~81,3%                       | IPS, ~403 ppi, 18,7:9. 3/4/6 GB RAM, 64 GB pamięci. 16+5 MP tylny, 12 MP przedni. Dual SIM . 5000 mAh. Październik 2018 .                                                       |
| Nokia 3.1 Plus          | Premiera światowa | Mediatek MT6762 Helio P22 | 10.2018                      | 6,0" 92,9 cm2 ~77,5%                       | IPS, ~268 ppi, 2:1 . 2/3/4 GB RAM 16/32 GB pamięci. 13+5 MP tylny, 8 MP przedni. Hybrydowy Dual SIM . 3500 mAh. Październik 2018 .                                              |
| Nokia 7.1               | Premiera światowa | Snapdragon 636            | 10.2018                      | 5,84" 85,1 cm2 ~79,9%                      | IPS, ~432 ppi, 19:9 . 64 GB, 4 GB RAM or 32 GB, 3 GB RAM. 12 MP tylny, 5 MP przedni. Hybrydowy Dual SIM . 3060 mAh. Październik 2018 .                                          |
| Motorola One            | Premiera światowa | Snapdragon 625            | 10.2018                      | 5,9" 85,7 cm2 ~79,2%                       | IPS, ~287 ppi, 19:9 . 64 GB, 4 GB RAM. 13+2 MP tylny, 8 MP przedni. Dual SIM . 3000 mAh. Październik 2018 .                                                                     |
| LG G7 One               | Kanada            | Snapdragon 835            | 10.2018                      | 6,1" 91,3 cm2 ~82,9%                       | IPS, ~563 ppi, 13:6 . 32 GB, 4 GB RAM or 64 GB (Tylko w Korei). 16 MP tylny, 8 MP przedni. Optyczna stabilizacja obrazu (OIS). Dual SIM . 3000 mAh. Październik 2018 .          |
| General Mobile GM 9 Pro | Wybrane kraje     | Snapdragon 660            | 09.2018                      | 6,01" 93,2 cm2 ~77,3%                      | AMOLED, ~402 ppi, 2:1. 64 GB, 4 GB RAM. 12+8 MP Tylny, 8 MP przedni. Single lub Dual SIM . 3800 mAh. Wrzesień 2018.                                                             |
| Nokia 5.1               | Premiera światowa | MediaTek Helio P18        | 08.2018                      | 5,5" 78,1 cm2 ~73,1%                       | IPS, ~439 ppi, 2:1. 32 GB, 3 GB RAM or 16 GB, 2GB RAM. 16 MP tylny, 8 MP przedni. Dual SIM . 2970 mAh. Sierpień 2018.                                                           |
| Nokia 6.1 Plus          | Premiera światowa | Snapdragon 636            | 08.2018                      | 5,8" 85,1 cm2 ~81,5%                       | IPS, ~432 ppi, 19:9 . 64 GB, 4/6 GB RAM. 16+5 MP tylny, 16 MP przedni. Hybrydowy Dual SIM . 3060 mAh. Sierpień 2018.                                                            |
| Infinix Note 5          | Wybrane kraje     | Mediatek MT6763 Helio P23 | 08.2018                      | 6,0" 92,9 cm2 ~78,4%                       | LTPS IPS, ~402 ppi, 2:1 . 64 GB, 4 GB RAM lub 32 GB, 3 GB RAM. 12 MP tylny, 16 MP przedni. Dual SIM . 4500 mAh. Sierpień 2018.                                                  |
| Xiaomi Mi A2            | Premiera światowa | Snapdragon 660            | 07.2018                      | 5,99" 92,6 cm2 ~77,4%                      | LTPS IPS, ~403 ppi, 2:1. 128 GB, 6 GB RAM lub 32/64 GB, 4 GB RAM. 12+20 MP tylny, 20 MP przedni. Dual SIM . Te same podzespoły co w Mi 6X (wersja MIUI); 3000 mAh. Lipiec 2018. |
| Xiaomi Mi A2 Lite       | Premiera światowa | Snapdragon 625            | 07.2018                      | 5,84" 85,1 cm2 ~79,5%                      | IPS, ~432 ppi, 19:9 . 64 GB, 4 GB RAM or 32 GB, 3 GB RAM. 12+5 MP tylny, 5 MP przedni. Te same podzespoły co w Redmi 6 Pro (wersja MIUI). Dual SIM . 4000 mAh. Lipiec 2018 .    |
| Nokia 5.1 Plus          | Premiera światowa | Mediatek MT6771 Helio P60 | 07.2018                      | 5,86" 85,7 cm2 ~79,6%                      | IPS, ~287 ppi, 19:9 . 64 GB, 4/6 GB RAM or 32 GB, 3 GB RAM. 13+5 MP tylny, 8 MP przedni. Dual SIM . 3060 mAh. Lipiec 2018 .                                                     |
| Sharp X4                | Japonia           | Snapdragon 630            | 06.2018                      | 5,5" 78,1 cm2 ~73,1%                       | IGZO, 439 ppi, 2:1 . 32 GB, 3 GB RAM. 16 MP tylny, 8 MP przedni. Single SIM. 3100 mAh. Czerwiec 2018 .                                                                          |
| BQ Aquaris X2 Pro       | Europa            | Snapdragon 660            | 06.2018                      | 5,65" 82,4 cm2 ~75,6%                      | LTPS IPS, ~427 ppi, 2:1 . 128 GB, 6 GB RAM or 64 GB, 4 GB RAM. 12+5 MP tylny, 8 MP przedni. Hybrydowy Dual SIM . 3100 mAh. Czerwiec 2018 .                                      |
| BQ Aquaris X2           | Europa            | Snapdragon 636            | 06.2018                      | 5,65" 82,4 cm2 ~75,6%                      | LTPS IPS, ~427 ppi, 2:1 . 64 GB, 4 GB RAM or 32 GB, 3 GB RAM. 12+5 MP tylny, 8 MP przedni. Hybrydowy Dual SIM . Czerwiec 2018 .                                                 |
| Nokia 3.1               | Premiera światowa | MediaTek 6750             | 05.2018                      | 5,2" 69,8 cm2 ~69,4%                       | IPS, ~310 ppi, 2:1 . 32 GB, 3 GB RAM. Or 16 GB, 2 GB RAM. 13 MP tylny, 8 MP przedni. Dual SIM . 2990 mAh. Maj 2018 .                                                            |
| Nokia 6.1               | Premiera światowa | Snapdragon 630            | 04.2018                      | 5,5" 82,6 cm2 ~73,2%                       | IPS, ~403 ppi, 16:9 . 32/64 GB, 3/4 GB RAM. 16 MP tylny, 8 MP przedni. Hybrydowy Dual SIM . 3000 mAh. Kwiecień 2018 .                                                           |
| Nokia 8 Sirocco         | Premiera światowa | Snapdragon 835            | 04.2018                      | 5,5" 83,4 cm2 ~81,1%                       | P-OLED, ~534 ppi, 16:9 . 128 GB, 6 GB RAM. 12+13 MP tylny, 5 MP przedni. Dual SIM . 3260 mAh. Kwiecień 2018 .                                                                   |
| Nokia 7 Plus            | Premiera światowa | Snapdragon 660            | 04.2018                      | 6,0" 92,4 cm2 ~77,2%                       | IPS, ~403 ppi, 2:1 . 64 GB, 4 GB RAM. 12+13 MP tylny, 16 MP przedni. Hybrydowy Dual SIM . 3800 mAh. Marzec 2018 .                                                               |

2017
| Producent Model | Kraj              | System on chip | Data premiery (miesiąc, rok) | Szczegóły |
| --------------- | ----------------- | -------------- | ---------------------------- | --- |
| Xiaomi Mi A1    | Premiera światowa | Snapdragon 625 | 09.2017                      | Xiaomi Mi A1 został ogłoszony 5 września 2017 roku. Został opracowany wspólnie przez Google i Xiaomi. Stanowi rebranding modelu Mi 5X, różniąc się od niego jedynie nazwą oraz oprogramowaniem. Urządzenie dostarczane było z systemem Android 7.1.2 Nougat i miało otrzymywać aktualizacje systemowe przez co najmniej dwa lata. Pod koniec 2017 roku zaktualizowano je do wersji Androida 8.0 „Oreo”. Oczekiwano również, że w 2018 roku otrzyma aktualizację do Androida P, przy jednoczesnym zapewnieniu comiesięcznych poprawek zabezpieczeń. Model ten wyposażono w wyświetlacz 5,5" o rozdzielczości 1920×1080 pikseli, pokryty szkłem 2.5D Corning Gorilla Glass, w pełni metalową obudowę z zaokrąglonymi krawędziami, czytnik linii papilarnych, podwójny aparat, akumulator o pojemności 3080 mAh, port USB-C, układ graficzny Adreno 506, 4 GB pamięci RAM oraz 64 GB pamięci wewnętrznej. Był to drugie urządzenie z systemem Android One dostępne w Europie, po modelu BQ Aquaris A4.5. W przeciwieństwie do wcześniejszych smartfonów z Android One, które były dostępne jedynie lokalnie, Xiaomi Mi A1 stał się pierwszym modelem w ramach programu oferowanym globalnie – trafił do sprzedaży w co najmniej 36 krajach. Dzięki temu Google zapewniło spójność sprzętową i programową na rynkach rozwijających się.W kolejnych latach do grona producentów oferujących smartfony z systemem Android One o szerszym zasięgu dystrybucji dołączyły m.in. HMD Global (marka Nokia) oraz należąca do Lenovo firma Motorola Mobility. |

2014
| Producent Model    | Kraj       | System on chip | Data premiery (miesiąc, rok) | Szczegóły |
| ------------------ | ---------- | -------------- | ---------------------------- | --- |
| Symphony Roar A50  | Bangladesz | MT6582         | 12.2014                      | Oprócz Micromax Canvas A1, Spice Dream uno i Karbon Sparkle V Bangladesz otrzymał także od lokalnej marki Symphony Roar A50. To było w grudniu 2014. |
| Karbonn Sparkle V  | India      | MT6582         | 09.2014                      | Karbonn Sparkle V, zm. we wrześniu 2014 r. działa na systemie Android 4.4.4 (KitKat) i można go zaktualizować do wersji 6.0.1 marshmallow za pośrednictwem OTA. Jego sercem jest czterordzeniowy procesor o taktowaniu 1,3 GHz. Urządzenie posiada dwa gniazda na karty SIM, 1 GB RAM i 4 GB pamięci wewnętrznej, a jego zasilanie zapewnia procesor graficzny Mali 400. Wyświetlacz o przekątnej 4,5 cala i rozdzielczości 480×854 pikseli. Jest wyposażony w przednią kamerę 5 MP i przednią kamerę 2 MP. Urządzenie wyposażone jest w Wi-Fi 802.11 b/g/n, Bluetooth 4.0, A-GPS oraz port microUSB. Jego pojemność 1700 mAh podobno zapewnia 160 godzin czuwania i 8 godzin rozmów. |
| Micromax Canvas A1 | India      | MT6582         | 09.2014                      | Micromax Canvas A1, ur. we wrześniu 2014 r. to jeden z pierwszych telefonów z systemem Android One, produkowany przez firmę Micromax Mobile przy współpracy z Google. Micromax Canvas A1 działa pod kontrolą systemu operacyjnego Android 4.4.4 (KitKat) z czterordzeniowym procesorem 1,3 GHz i 4,5-calowym pojemnościowym ekranem dotykowym. Urządzenie posiada 1 GB RAM, 4/8 GB pamięci wewnętrznej (użyteczne 2,35/5,75 GB) oraz procesor graficzny Mali-400. Na Czerwcu 2015 firma Micromax wypuściła odświeżoną wersję Canvas A1, która miała dwukrotnie większą pamięć wewnętrzną i była wyposażona w preinstalowany system Android 5.1 Lollipop. Obydwa zostały niedawno zaktualizowane do Androida 6.0.1 marshmallow. |
| Spice Dream UNO    | India      | MT6582         | 09.2014                      | Spice Dream UNO (Mi-498), wprowadzony na rynek we wrześniu 2014 r. jest napędzany przez MediaTek SoC z czterordzeniowym procesorem 1,3 GHz i procesorem graficznym Mali-400 w połączeniu z 1 GB pamięci RAM. Jest to telefon obsługujący dwie karty SIM. Posiada 4,5-calowy ekran IPS LCD FWVGA (480×854 pikseli). Był to system Android 4.4.4 KitKat. Nowa partia jest dostarczana z systemem Android 5.1 Lollipop, a starą można zaktualizować do wersji 5.1. Posiada aparat 5 MP z lampą błyskową LED i możliwością nagrywania filmów Full HD oraz przedni aparat 2 MP. Wyposażony jest w 4 GB pamięci wewnętrznej i możliwość dodania karty microSD o pojemności do 32 GB. Telefon zasilany jest akumulatorem Li-Ion o pojemności 1700 mAh. Spice twierdzi, że zaoferuje 10 godzin rozmów i 160 godzin czuwania. Teraz działa na systemie Android 6.0.1 marshmallow. |